# Илинда (приток Суворощи)
Илинда — река в России, протекает в Гороховецком районе Владимирской области. Устье реки находится в 52 км по левому берегу реки Суворощь. Длина реки составляет 22 км, площадь водосборного бассейна — 119 км².
Река начинается в лесах пятью километрами восточнее посёлка Пролетарский. Течёт в верхнем течении на юго-восток, протекает деревни Дуброво и Внуково, чуть ниже принимает слева крупнейший приток, реку Куржу, после чего поворачивает на юг. Нижнее течение проходит по заболоченному лесному массиву, включённому в состав Муромского заказника, на территории которого Илинда впадает в Суворощь.

## Данные водного реестра
По данным государственного водного реестра России относится к Окскому бассейновому округу, водохозяйственный участок реки — Клязьма от города Ковров и до устья, без реки Уводь, речной подбассейн реки — бассейны притоков Оки от Мокши до впадения в Волгу. Речной бассейн реки — Ока.
Код объекта в государственном водном реестре — 09010301112110000033983.